# Бяла паланка
 Тази статия е за селото в България.  За града в Сърбия вижте Бела паланка.  
Бяла паланка е село в Югоизточна България. То се намира в Община Твърдица, област Сливен.

## География
Село Бяла паланка се намира в планински район. Крие се в южните склонове на Елено-Твърдишкия дял на Стара планина. Намира се на 32 км северозападно от гр. Сливен и на около 30 км североизточно от гр. Твърдица. През него минава един от ръкавите на р. Беленска. Включено е в селищата мрежа на общ. Твърдица, Сливенска област. В близост до селото се намират връх Чумерна (1536 м.н.в.) и връх Българка (1181 м.н.в.), като връх Чумерна е най-високият в Елено-Твърдишкия дял. Високопланинското било оказва добра ветрозащита за равнините на Сливенско, Твърдишко и Шивачевското поле, но същевременно Твърдишкият проход и проходът Вратник, множеството синклинали и речни долини създават условия за силни ветрови течения и бури. Климатът е повече с континентални белези. Преобладаващият пренос на въздушни маси е от Атлантическия океан, но много често се срещат далечни континентални и средиземноморски нахлувания. Голямо значение за формирането на климата имат местните физикогеографски условия и острият профил, както и характерът на подложната повърхност. Зимата тук е студена, продължителна и снежна, докато на юг в Шивачевското поле е мека, по-кратка и безснежна, тъй като Стара планина спира по-слабите континентални нахлувания на студен въздух.

## Забележителности
В селото има пощенска станция, библиотека, училище, детска градина. Има и дървопреработващ цех.

## Редовни събития
Ежегодно се провежда внушителен събор в края на май и началото на юни, когато се изпълнява богата фолклорна програма и спортни мероприятия.

## Други
Климатът е планински и умерено континентален. Средната годишна температура е 8-10 градуса. Природните условия благоприятстват за отглеждането на фуражни култури, картофи, тютюн, малини. Горите и поляните са богати на гъби и планински ягоди. В миналите векове хората от Бяла паланка са се препитавали основно с дърводобив и знахарство. И сега още значителна част от населението е заето в дърводобива, дървообработването и залесяването, а през летните месеци много от хората събират диворастящи билки и гъби за прехрана.